# 東山見站
東山見站（日语：／ Higashi-Yamami eki */?）是位於富山縣東礪波郡庄川町（現時：礪波市），加越能鐵道加越線的鐵路車站（廢站）。

## 歷史
- 1934年（昭和9年）12月1日：加越鐵道車站啟用[1]。
- 1943年（昭和18年）1月1日：成為富山地方鐵道的車站[1][2]。
- 1944年（昭和19年）5月18日：車站被廢除。
- 1950年（昭和25年）10月23日：由加越能鐵道承繼加越線[1][2]。
- 1951年（昭和26年）10月20日：車站重開。
- 1972年（昭和47年）9月16日：加越線廢除，此站也被廢除[1][2]。

## 相鄰車站
加越能鐵道
加越線
井波－東山見－庄川町

## 注腳
1. 1 2 3 4  今尾惠介《日本鐵道旅行地圖帳》6號北信越（新潮社、2008年）p.33
2. 1 2 3  富山地方鐵道株式會社編《富山地方鐵道五十年史》，1983年（昭和58年）3月，富山地方鐵道

## 相關項目
- 日本鐵路車站列表 Hi